# Duda Sampaio
Maria Eduarda Ferreira Sampaio (Jequeri, 18 de maio de 2001), conhecida como Duda Sampaio ou apenas Duda, é uma futebolista brasileira que atua como meio-campista do Corinthians.

## Carreira em clube
Duda Sampaio iniciou sua carreira no América Mineiro, fazendo sua estreia profissional em 2017. Antes da temporada 2019, depois de já ter se tornado titular, mudou-se para o Cruzeiro.
Em 30 de dezembro de 2021, Duda Sampaio optou por deixar o Cruzeiro porque seu contrato estava expirando. No dia 19 de janeiro seguinte, ela assinou com o Internacional. Desde 2023, joga pelo Corinthians.

## Carreira internacional
Após representar o Brasil na categoria sub-20, Duda Sampaio recebeu sua primeira convocação para o time titular em 2 de setembro de 2020, para um período de treinamentos. Ela fez sua estreia internacional em 10 de julho de 2022, entrando como substituta de Ary Borges no segundo tempo na vitória por 4–0 da Copa América Feminina sobre a Argentina . Foi convocada para a Copa do Mundo de 2023.

## Títulos
Corinthians
- Copa Libertadores da América: 2023
- Campeonato Brasileiro: 2023
- Campeonato Paulista: 2023
- Supercopa do Brasil: 2024

### Prêmios individuais
- Bola de Prata - Melhor meia: 2023, 2024